# Bullisichthys
Bullisichthys is een monotypisch geslacht van straalvinnige vissen uit de familie van zaag- of zeebaarzen (Serranidae).

## Soort
- Bullisichthys caribbaeus Rivas, 1971